# Brug bij Oostham
De brug bij Oostham is een liggerbrug over het Albertkanaal in de Belgische gemeente Ham, deelgemeente Oostham. De brug werd in 1977 gebouwd als onderdeel van de N73, die echter niet tot Ham werd doorgetrokken. De brug werd niet in gebruik genomen. In het kader van het SALK-plan zijn  er plannen om dat alsnog te doen.
De brug werd lange tijd gezien als een groot nutteloos werk maar werd in oktober 2018 samen met een nieuwe weg alsnog in gebruik genomen.